# Elena Ochoa
Elena Fernández-Ferreiro López-Ochoa (Orense, 24 de septiembre de 1958), más conocida como Elena Ochoa, es una psicóloga, editora y comisaria de arte contemporáneo española. Es fundadora y directora  de la editorial Ivorypress, especializada en libros de artista.

## Trayectoria profesional
Durante más de veinte años desempeñó el cargo de Profesora Titular de Psicopatología en la Universidad Complutense de Madrid y hasta 2001 fue profesora Honoraria del King’s College de Londres. Además de obtener una beca Fulbright para realizar estudios postdoctorales en la Universidad de Illinois (Chicago) y en la Universidad de Los Ángeles (UCLA), a lo largo de su carrera ha sido Profesora Visitante y ha ejercido una labor de investigación en varias universidades tanto en Europa como en Estados Unidos. Ha trabajado en RNE y Televisión Española y ha sido colaboradora habitual de varios periódicos. Fue muy popular en el inicio de la década de los noventa como presentadora de Hablemos de sexo (1990), un programa divulgativo de televisión dirigido por Narciso Ibáñez Serrador y emitido en TVE que permitió analizar en profundidad temas poco tratados en la televisión de aquellos años.
En 1996 fundó Ivorypress, una iniciativa privada que desarrolla su actividad en la edición y comisariado de arte contemporáneo y que comprende una galería de arte, una editorial especializada en libros de artista y una librería especializada en libros de fotografía, arquitectura y arte contemporáneo.
Dirige el proyecto C Photo, destinado a promover la fotografía a través de publicaciones, exposiciones y apoyo académico e institucional. Ivorypress ha creado la Cátedra de Arte Contemporáneo de la Universidad de Oxford, y organiza con Humanitas Project dos Profesores Visitantes cada año. En estrecha colaboración con su equipo en Ivorypress, ha comisariado exposiciones internacionales, entre las que cabe destacar C on Cities (10.ª Bienal de Arquitectura de Venecia, 2006), Blood on Paper (Victoria & Albert Museum, Londres, 2008), Real Venice (54.ª Bienal de Arte Venecia, 2011 en Venice, Somerset House, Londres, 2012) y ToledoContemporánea, 2014.
Es miembro del MoMA's Library Council, de la Junta de Directores de Arte del Mutual Art Trust y miembro del Advisor Board del Prix Pictet de Fotografía. Es Presidenta del Jurado de Alt+1000, premio suizo de fotografía. Fue Presidenta del Tate International Council durante cinco años y miembro de la Junta Directiva de la Tate Foundation entre 2004 y 2008, así como de la Isamu Noguchi Foundation. Colabora y apoya como patrona a diversos museos y fundaciones, entre ellos el Museo del Prado y el Teatro Real, ambos en Madrid, y a escuelas internacionales de arte contemporáneo y fotografía como la Academia de las artes y las ciencias cinematográficas de España.
Elena Ochoa Foster ejerce como directora general de Ivorypress, colaborando actualmente en proyectos editoriales y artísticos con artistas tales como Ai Weiwei, William Kentridge, Maya Lin, Thomas Struth, Cristina Iglesias, Los Carpinteros y Anselm Kiefer entre otros.
Elena Ochoa Foster es Presidenta del Consejo de las Serpentine Galleries (Londres, RU) y Académica Corresponsal en Suiza para la Real Academia de Bellas Artes de San Fernando (Madrid, España) También es miembro del Comité Organizador de los Premios Golden Trezzini de Arquitectura y Diseño. También es vicepresidenta y trustee de la Norman Foster Foundation (Madrid, España).

## Reconocimientos

### Reconocimientos Académicos
- 1984, Premio Nacional de Investigación Científica. Entidad Abelló, España
- 1985, Beca Fulbright del Comité Conjunto Hispano-Americano, España
- 1986, Beca de Investigación, Administración de Veteranos y el Instituto Nacional de Salud Mental, EE. UU.
- 1988, Beca de Investigación, Fondo Nacional para el Desarrollo de la Investigación Científica y Tecnológica, España.
- 1990, Premio Europeo de Medios de Comunicación y Televisión, Premio Ondas, España.[12]
- 1991, Premio Nacional del Real Colegio de Psicología a la Mejor Comunicación en Medios de Comunicación. , 1993 y 1995.

### Reconocimientos cinematográficos
¿Cuánto pesa su edificio, Sr. Foster?:
- 2010, Premio TCM del Público al Mejor Documental en el Festival de Cine Europeo de San Sebastián, España,
- 2010, Primer Premio del Jurado del Festival Internacional de Documentales Docville, Lovaina, Bélgica,
- 2011, Premio a la Mejor Cinematografía en la sección de Documentales Internacionales del festival chino Sichuan TV Festival (SCTVF),
- 2011, Nominado a los Premios Goya en la categoría de Mejor Documental, Madrid, España,

Shooting the Mafia:
- 2019, Premio del Público Festival Internacional de Cine de Bruselas, Bruselas, Bélgica.
- 2019, Premio al mejor documental Batumi International ArtHouse Film Festival, Batumi, Georgia.
- 2019, Premio al personal de guerrilla Festival Biografilm, Bolonia, Italia.

### Reconocimientos artísticos y literarios[15]
- 2012, Medalla de Oro del Instituto Español Reina Sofía, Estados Unidos
- 2015, Premio Real Fundación de Toledo en la categoría de 'Comisario' por la exposición 'ToledoContemporánea', España, .
- 2016, Premio Montblanc de la Cultura al Mecenazgo de las Artes, España,
- 2016, Premio Iberoamericano de Mecenazgo, España,